# Harold Wethey
Harold Edwin Wethey, né à Port Byron, dans l'État de New York le 4 octobre 1902 et mort à Ann Arbor, dans le Michigan, le 22 septembre 1984, est un historien d'art américain. Il fut surtout spécialiste du Greco et du Titien.

## Biographie
Wethey reçoit un bachelor's degree de la Cornell University et un doctorat de Harvard. Il enseigne au Bryn Mawr College et à la Washington University de Saint-Louis avant de rejoindre le corps enseignant de l'University of Michigan en 1940, où il est enseigne jusqu'à retraite en 1972. Wethey devient dans cette université président du département des beaux-arts. De son épouse Alice, il a un fils, David En 2006, un document numérique est publié traitant de la vie et des travaux de Wethey dans  Contemporary Authors, volume publié par Thomson Gale

## Travaux
Wethey est l'auteur de nombreux travaux, parmi lesquels Colonial Architecture and Sculpture in Peru, El Greco and His School en deux volumes, Alonso Cano, et trois volumes sur le Titien,. Wethey a aussi écrit trois articles dans l' Encyclopædia Britannica : "El Greco", "Titian" et "History of Western Architecture".

## Recherches sur le Greco
La publication de El Greco and His School en 1962 rencontre un grand écho dans les cercles spécialisés. En 1937, une étude de l'historien d'art Rodolfo Pallucchini provoque l'identification d'œuvres qui sont acceptées comme étant du Greco. Palluchini lui attribue ainsi le triptyque de Modène de la Galleria Estense à Modène, sur la base de la signature visible sur la face postérieure du panneau central du triptyque (Χείρ Δομήνιχου, Fait des mains de Doménicos),. Néanmoins, Wethey écrit en 1962 El Greco and His School, catalogue raisonné beaucoup plus restrictif. Alors que l'historien d'art José Camón Aznar attribue entre 787 et 829 peintures au maître crétois, Wethey réduit ce nombre à 285 et Halldor Sœhner, spécialiste allemand de l'art espagnol, n'en reconnaît que 137.
Depuis 1962, la découverte de la Dormition de la Vierge et l'étude de documents d'époque par Nikolaos Panayotakis, Pandelis Prevelakis et Maria Constantoudaki, convainquent progressivement le milieu académique que l'opinion de Wethey selon laquelle le Greco n'avait rien produit en Crète n'était plus recevable. La découverte de cette Dormition conduit à  l'attribution de trois autres œuvres signées de Doménicos au Greco (le Triptyque de Modène, Saint Luc peignant la Vierge à l'Enfant, et l'Adoration des Mages), puis aussi l'attribution de plus de tableaux, signés ou non (comme La Passion du Christ (Pietà aux Anges) peinte en 1566), reconnus comme premiers travaux du Greco. Wethey accepte l'idée que le Greco soit l'auteur du Triptyque de Modène, cependant les querelles à propos du nombre d'œuvres n'ont jamais été résolues.